# Liste deutscher Auslandshandelskammern

Logo der Deutschen Auslandshandelskammern

Dies ist eine Liste deutscher Auslandshandelskammern. Auslandshandelskammern (AHKs) sind Institutionen der deutschen Außenwirtschaftsförderung. Dachorganisation des über 150 Mitglieder umfassenden AHK-Netzwerks, das anteilig vom Bundesministerium für Wirtschaft und Klimaschutz (BMWK) aufgrund eines Beschlusses des Deutschen Bundestages gefördert wird, ist der Deutsche Industrie- und Handelskammertag (DIHK) mit Sitz in Berlin.

## Auslandshandelskammern

### Afrika
| - Ägypten: Deutsch-Arabische Industrie- und Handelskammer, Kairo mit Zweigstellen in Alexandria und Ismailia - Algerien: Deutsch-Algerische Industrie- und Handelskammer, Algier - Marokko: Deutsche Industrie- und Handelskammer in Marokko, Casablanca | - Südafrika: Deutsche Industrie- und Handelskammer für das südliche Afrika, Johannesburg mit Zweigstellen in Durban und Kapstadt - Tunesien: Deutsch-Tunesische Industrie- und Handelskammer, Tunis |

### Asien
| - Aserbaidschan: Deutsch-Aserbaidschanische Auslandshandelskammer, Baku - Indien: Deutsch-Indische Handelskammer, Mumbai - Indien: Deutsch-Indische Handelskammer, Bengaluru - Indien: Deutsch-Indische Handelskammer, Chennai - Indien: Deutsch-Indische Handelskammer, Kalkutta - Indien: Deutsch-Indische Handelskammer, Neu-Delhi - Indien: Deutsch-Indische Handelskammer, Pune - Indonesien: Deutsch-Indonesische Industrie- und Handelskammer, Jakarta - Iran: Deutsch-Iranische Industrie- und Handelskammer, Teheran - Israel: Deutsch-Israelische Industrie- und Handelskammer, Tel Aviv - Japan: Deutsche Industrie- und Handelskammer in Japan, Tokio | - Katar: Deutsch-Emiratische Industrie- und Handelskammer, Doha - Malaysia: Deutsch-Malaysische Industrie- und Handelskammer, Kuala Lumpur - Oman: Deutsch-Emiratische Industrie- und Handelskammer, Maskat - Philippinen: Deutsch-Philippinische Industrie- und Handelskammer, Makati - Singapur: Deutsch-Singapurische Industrie- und Handelskammer, Singapur - Südkorea: Deutsch-Koreanische Industrie- und Handelskammer, Seoul - Taiwan: Deutsches Wirtschaftsbüro Taipei, Taipei - Thailand: Deutsch-Thailändische Industrie- und Handelskammer, Bangkok - Vereinigte Arabische Emirate: Deutsch-Emiratische Industrie- und Handelskammer, Dubai mit einer Zweigstelle in Abu Dhabi |

### Australien und Ozeanien
- Australien: Deutsch-Australische Industrie- und Handelskammer, Sydney
- Australien: Deutsch-Australische Industrie- und Handelskammer, Melbourne

### Europa

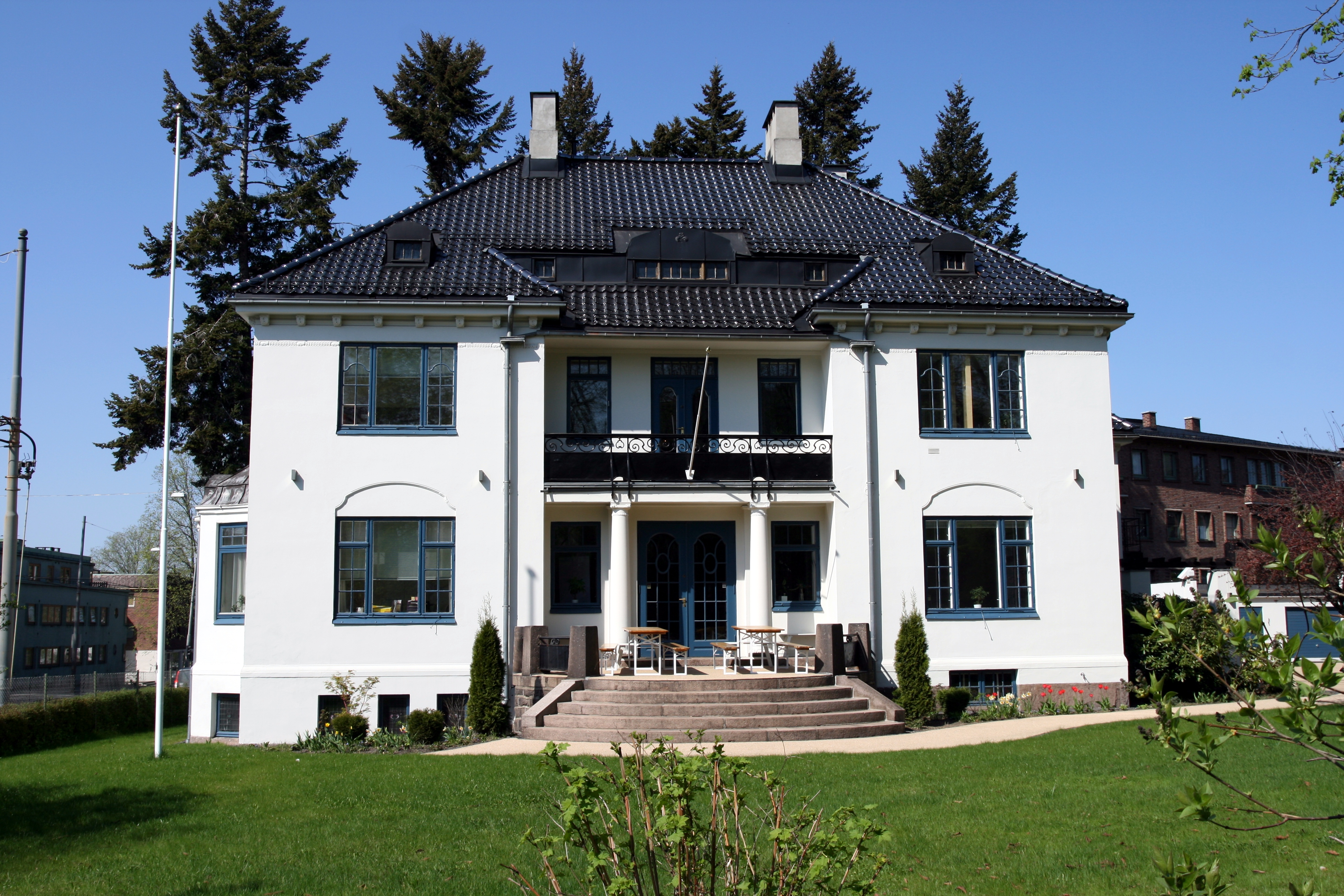
Sitz der Deutsch-Norwegischen Handelskammer in Oslo

| - Belgien: Deutsch-Belgisch-Luxemburgische Handelskammer, Brüssel - Bulgarien: Deutsch-Bulgarische Industrie- und Handelskammer, Sofia - Dänemark: Deutsch-Dänische Handelskammer, Kopenhagen - Estland: Deutsch-Baltische Handelskammer, Tallinn - Finnland: Deutsch-Finnische Handelskammer, Helsinki - Frankreich: Deutsch-Französische Industrie- und Handelskammer, Paris - Griechenland: Deutsch-Griechische Industrie- und Handelskammer, Athen - Irland: Deutsch-Irische Industrie- und Handelskammer, Dublin - Italien: Deutsch-Italienische Handelskammer, Mailand - Kroatien: Deutsch-Kroatische Industrie- und Handelskammer, Zagreb - Lettland: Deutsch-Baltische Handelskammer, Riga - Litauen: Deutsch-Baltische Handelskammer, Vilnius - Niederlande: Deutsch-Niederländische Handelskammer, Den Haag - Norwegen: Deutsch-Norwegische Handelskammer, Oslo - Österreich: Deutsche Handelskammer in Österreich, Wien - Polen: Deutsch-Polnische Industrie- und Handelskammer, Warschau - Portugal: Deutsch-Portugiesische Industrie- und Handelskammer, Lissabon | - Rumänien: Deutsch-Rumänische Industrie- und Handelskammer, Bukarest - Russland: Deutsch-Russische Auslandshandelskammer, Moskau - Russland: Deutsch-Russische Auslandshandelskammer, Kaliningrad - Russland: Deutsch-Russische Auslandshandelskammer, Nowosibirsk - Russland: Deutsch-Russische Auslandshandelskammer, Sankt Petersburg - Schweden: Deutsch-Schwedische Handelskammer, Stockholm - Schweden: Deutsch-Schwedische Handelskammer, Göteborg - Schweden: Deutsch-Schwedische Handelskammer, Malmö - Schweiz: Handelskammer Deutschland-Schweiz, Zürich - Slowakei: Deutsch-Slowakische Industrie- und Handelskammer, Bratislava - Slowenien: Deutsch-Slowenische Industrie- und Handelskammer, Ljubljana - Spanien: Deutsche Handelskammer für Spanien, Madrid mit einer Zweigstelle in Barcelona - Tschechien: Deutsch-Tschechische Industrie- und Handelskammer, Prag - Türkei: Deutsch-Türkische Industrie- und Handelskammer, Istanbul - Türkei: Deutsch-Türkische Industrie- und Handelskammer, Izmir - Ungarn: Deutsch-Ungarische Industrie- und Handelskammer, Budapest - Ukraine: Deutsch-Ukrainische Industrie- und Handelskammer, Kyiv - Vereinigtes Königreich: Deutsch-Britische Industrie- und Handelskammer, London |

### Nordamerika
| - Costa Rica: Deutsch-Costaricanische Industrie- und Handelskammer, San José* - Dominikanische Republik: Deutsch-Dominikanische Industrie- und Handelskammer, Santo Domingo* - El Salvador: Deutsch-Salvadorianische Industrie- und Handelskammer, San Salvador* - Guatemala: Deutsch-Guatemaltekische Industrie- und Handelskammer, Guatemala* - Honduras: Deutsch-Honduranische Industrie- und Handelskammer, Tegucigalpa* - Kanada: Deutsch-Kanadische Industrie- und Handelskammer, Toronto | - Mexiko: Deutsch-Mexikanische Industrie- und Handelskammer, Mexiko-Stadt - Nicaragua: Deutsch-Nicaraguanische Industrie- und Handelskammer, Managua* - Panama: Deutsch-Panamaische Industrie- und Handelskammer, Panama-Stadt* - Vereinigte Staaten: Deutsch-Amerikanische Handelskammer, New York mit Zweigstellen in Philadelphia und San Francisco - Vereinigte Staaten: Deutsch-Amerikanische Handelskammer, Atlanta mit einer Zweigstelle in Houston - Vereinigte Staaten: Deutsch-Amerikanische Handelskammer, Chicago |

* Mitglied der Deutsch-Regionalen Industrie- und Handelskammer für Zentralamerika und die Karibik (AHK Zentralamerika/Karibik)

### Südamerika
| - Argentinien: Deutsch-Argentinische Industrie- und Handelskammer, Buenos Aires - Bolivien: Deutsch-Bolivianische Industrie- und Handelskammer, La Paz - Brasilien: Deutsch-Brasilianische Industrie- und Handelskammer in São Paulo mit Zweigstellen in Blumenau und Curitiba sowie einer Nebenstelle in Brasília - Brasilien: Deutsch-Brasilianische Industrie- und Handelskammer in Porto Alegre - Brasilien: Deutsch-Brasilianische Industrie- und Handelskammer in Rio de Janeiro - Chile: Deutsch-Chilenische Industrie- und Handelskammer, Santiago de Chile | - Ecuador: Deutsch-Ecuadorianische Industrie- und Handelskammer, Quito - Ecuador: Deutsch-Ecuadorianische Industrie- und Handelskammer, Guayaquil - Kolumbien: Deutsch-Kolumbianische Industrie- und Handelskammer, Bogotá - Paraguay: Deutsch Paraguayische Industrie- und Handelskammer, Asunción - Peru: Deutsch-Peruanische Industrie- und Handelskammer, Lima - Uruguay: Deutsch-Uruguayische Handelskammer, Montevideo - Venezuela: Deutsch-Venezolanische Industrie- und Handelskammer, Caracas |

## Delegationen und Repräsentanzen der Deutschen Wirtschaft

### Afrika
- Angola: Delegation der Deutschen Wirtschaft in Angola, Luanda
- Ghana: Delegation der Deutschen Wirtschaft in Ghana, Accra
- Kenia: Delegation der Deutschen Wirtschaft in Kenia, Nairobi
- Nigeria: Delegation der Deutschen Wirtschaft in Nigeria, Lagos

### Asien
| - Volksrepublik China: Delegation der Deutschen Wirtschaft in Peking - China: Delegation der Deutschen Wirtschaft in Guangzhou - China: Delegation der Deutschen Wirtschaft in Schanghai - Hongkong: Delegation der Deutschen Wirtschaft in Hongkong - Kasachstan: Delegation der Deutschen Wirtschaft für Zentralasien, Almaty | - Saudi-Arabien: Delegation der Deutschen Wirtschaft in Saudi-Arabien, Riad - Turkmenistan: Delegation der Deutschen Wirtschaft für Zentralasien, Aschgabad - Usbekistan: Delegation der Deutschen Wirtschaft für Zentralasien, Taschkent - Vietnam: Delegation der Deutschen Wirtschaft in Vietnam, Hanoi - Vietnam: Delegation der Deutschen Wirtschaft in Vietnam, Ho-Chi-Minh-Stadt |

### Australien und Ozeanien
- Neuseeland: Repräsentanz der Deutschen Wirtschaft in Neuseeland, Auckland

### Europa
- Bosnien und Herzegowina: Delegation der Deutschen Wirtschaft in Bosnien und Herzegowina, Sarajevo
- Island: Repräsentanz der Deutschen Wirtschaft in Island, Reykjavík[5]
- Nordmazedonien: Repräsentanz der Deutschen Wirtschaft in Nordmazedonien, Skopje[6]
- Serbien: Delegation der Deutschen Wirtschaft in Serbien, Belgrad
- Ukraine: Delegation der Deutschen Wirtschaft in der Ukraine, Kiew
- Belarus: Repräsentanz der Deutschen Wirtschaft in der Republik Belarus, Minsk

### Nordamerika
- Vereinigte Staaten: Repräsentanz der Deutschen Wirtschaft, Washington, D.C.